# Norwegische Meisterschaften im Biathlon 1986
Die norwegischen Meisterschaften im Biathlon 1986 fanden vom 30. Januar bis 2. Februar 1986 in Geilo in der Kommune Hol, Provinz Buskerud statt. Ausgetragen wurden für Männer und Frauen je ein Einzel- und ein Sprintrennen sowie ein Staffelwettkampf.

## Männer

### Einzel (20 km)
| Platz | Starter         | Verein  | Zeit      | Fehler |
| ----- | --------------- | ------- | --------- | ------ |
| 1     | Eirik Kvalfoss  | Voss    | 1:09:38 h | 6      |
| 2     | Geir Einang     | Garden  | 1:09:42 h | 4      |
| 3     | Kjell Søbakk    | Elverum | 1:10:05 h | 5      |
| 4     | Øivind Nerhagen | Elverum | 1:10:24 h | 4      |
| 5     | Frode Løberg    | Elverum | 1:10:26 h | 4      |
| 6     | Kjell Rygg      | Geilo   | 1:11:07 h | 3      |

Start: 30. Januar 1986

### Sprint (10 km)
| Platz | Starter         | Verein      | Zeit      | Fehler |
| ----- | --------------- | ----------- | --------- | ------ |
| 1     | Eirik Kvalfoss  | Voss        | 31:24 min | 2+1    |
| 2     | Øivind Nerhagen | Trysil      | 32:36 min | 0+2    |
| 3     | Geir Einang     | Garden      | 32:44 min | 1+1    |
| 4     | Kjell Søbak     | Elverum     | 33:02 min | 1+2    |
| 5     | Tov Løvstuen    | Ål          | 33:07 min | 2+0    |
| 6     | John Stormoen   | Alvdal      | 33:12 min | 1+1    |
| 7     | Sverre Istad    | Voss        | 33:13 min | 1+3    |
| 8     | Magnar Dalen    | Odal        | 33:38 min | 0+1    |
| 9     | Knut Haugen     | Nord-Aurdal | 33:47 min | 1+2    |
| 10    | Frode Løberg    | Elverum     | 33:55 min | 2+2    |

Start: 1. Februar 1986

### Staffel (4 × 7,5 km)
| Platz | Starter                                                  | Region          | Zeit      |
| ----- | -------------------------------------------------------- | --------------- | --------- |
| 1     | Sverre Istad Magne Istad Eirik Kvalfoss Gisle Fenne      | Hordaland       | 1:40:02 h |
| 2     | Helge Omsland Kjell Rygg Hans Jørgen Tveito Tov Løvstuen | Buskerud        | 1:40:08 h |
| 3     | Magnar Dalen Øivind Nerhagen Frode Løberg Kjell Søbak    | Hedmark         | 1:43:34 h |
| 4     |                                                          | Oppland         | 1:44:29 h |
| 5     |                                                          | Hedmark 2       | 1:45:52 h |
| 6     |                                                          | Sør-Trøndelag   | 1:46:15 h |
| 7     |                                                          | Nordland        | 1:46:20 h |
| 8     |                                                          | Troms           | 1:49:17 h |
| 9     |                                                          | Vest-Agder      | 1:49:36 h |
| 10    |                                                          | Sør-Trøndelag 2 | 1:49:50 h |

Start: 2. Februar 1986

## Frauen

### Einzel (10 km)
| Platz | Starter          | Verein      | Zeit      | Fehler |
| ----- | ---------------- | ----------- | --------- | ------ |
| 1     | Siv Bråten       | Tingelstad  | 42:32 min |        |
| 2     | Sanna Grønlid    | Tingelstad  | 45:57 min |        |
| 3     | Helga Øvsthus    | Voss        | 46:19 min |        |
| 4     | Synnøve Thoresen | Simostranda | 46:54 min |        |
| 5     | Bente Mestad     | Torridal    | 47:22 min |        |
| 6     | Janne Mette Berg |             | 48:25 min |        |

Start: 30. Januar 1986

### Sprint (5 km)
| Platz | Starter       | Verein     | Zeit      | Fehler |
| ----- | ------------- | ---------- | --------- | ------ |
| 1     | Sanna Grønlid | Tingelstad | 23:06 min |        |
| 2     | Mette Mestad  | Torridal   | 24:17 min |        |
| 3     | Anne Elvebakk | Voss       | 24:39 min |        |
| 4     | Gry Østvik    | Odal       | 24:59 min |        |
| 5     | Helga Øvsthus | Voss       | 25:02 min |        |
| 6     | Siv Bråten    | Tingelstad | 25:12 min |        |

Start: 1. Februar 1986

### Staffel (3 × 5 km)
| Platz | Starter                                   | Region        | Zeit      |
| ----- | ----------------------------------------- | ------------- | --------- |
| 1     | Anita Håkenstad Siv Bråten Sanna Grønlid  | Oppland       | 1:14:23 h |
| 2     | Gry Østvik Ellen Brenden Elin Kristiansen | Hedmark       | 1:18:54 h |
| 3     | Mette Mestad Bente Mestad Inger Aurebekk  | Vest-Agder    | 1:19:51 h |
| 4     |                                           | Troms         | 1:20:22 h |
| 5     |                                           | Hordaland     | 1:20:57 h |
| 6     |                                           | Buskerud      | 1:24:32 h |
| 7     |                                           | Troms 2       | 1:26:08 h |
| 8     |                                           | Sør-Trøndelag | 1:26:23 h |
| 9     |                                           | Oppland 2     | 1:28:14 h |
| 10    |                                           | Buskerud 2    | 1:29:11 h |

Start: 2. Februar 1986